# Proserpinus clarkiae
Proserpinus clarkiae är en fjärilsart som beskrevs av Jean Baptiste Boisduval 1852. Proserpinus clarkiae ingår i släktet Proserpinus och familjen svärmare. Inga underarter finns listade i Catalogue of Life.

## Bildgalleri

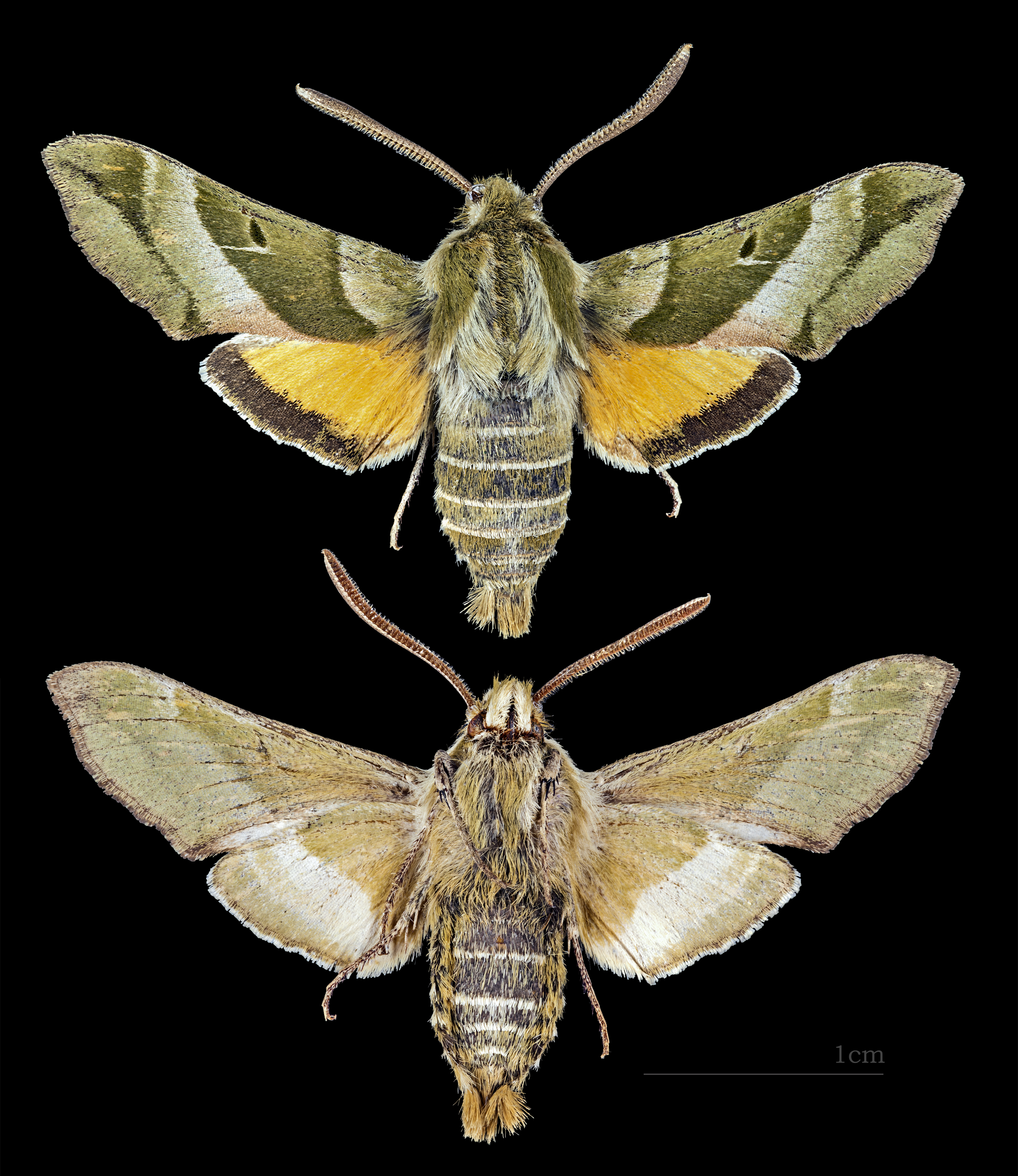
♂
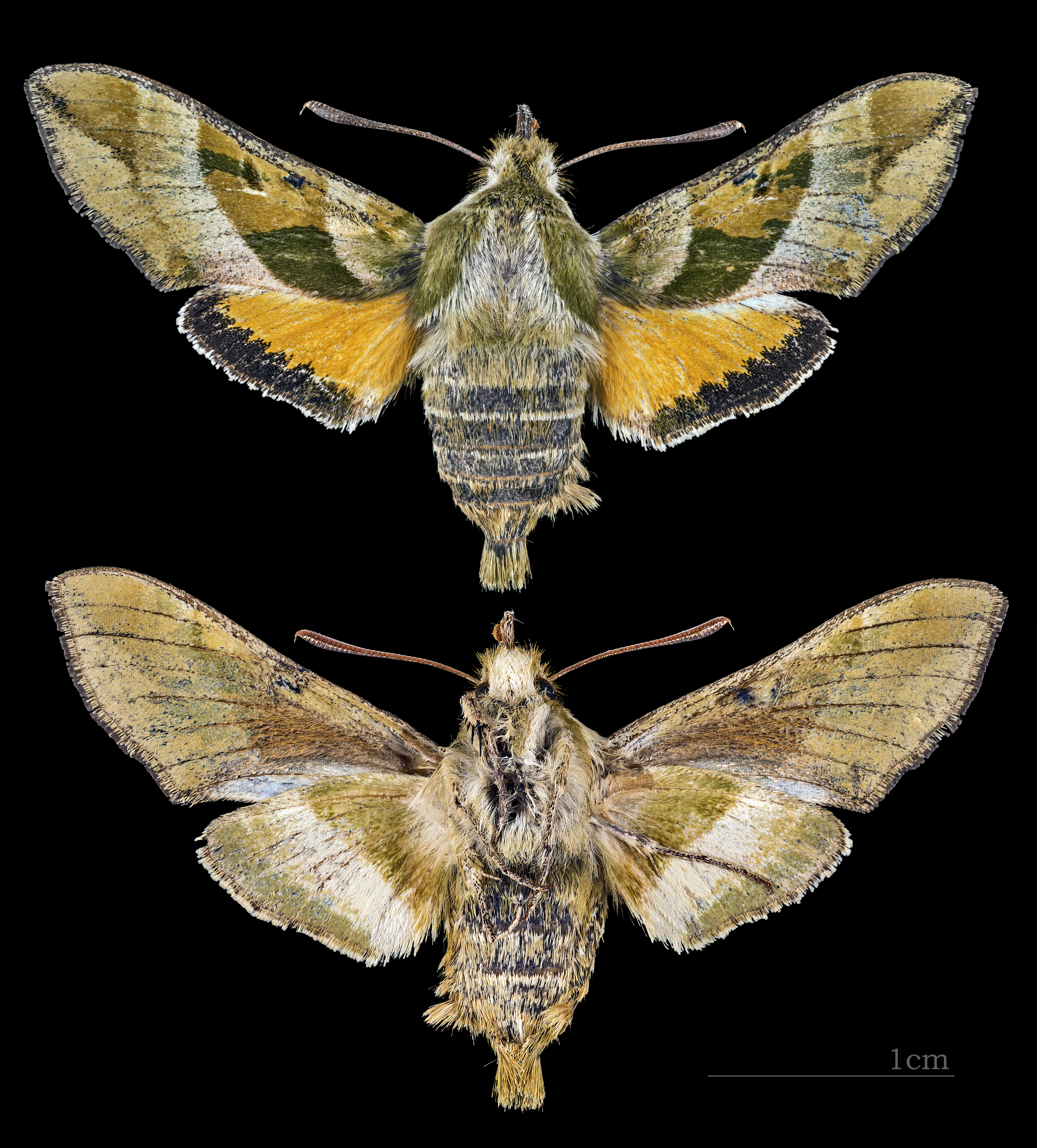
♀